# Infant
Pour les articles homonymes, voir Infante (homonymie).
Infant est un mot issu du latin infans, qui signifie bébé, jeune enfant. Les enfants des familles royales espagnoles et portugaises sont/étaient appelés infants de leurs pays, tout comme les enfants du roi de France étaient appelés les enfants de France (ou Dauphin). En portugais, le mot infante signifie aussi tout jeune garçon, ou bébé qui ne parle pas encore, et surtout qui ne peut pas encore combattre à cheval, étant écuyer et pas encore chevalier ; ou bien infant (infante) est devenu plus tard le soldat d'infanterie, celui qui combat à pied, sans cheval.

Couronne des infants d'Espagne.

## Infants d'Espagne
Infante (au masculin) ou infanta (au féminin) (soit infant et infante en espagnol) est un titre officiel que portent en Espagne les enfants non héritiers du roi. Les enfants héritiers du roi portent le titre de prince des Asturies. Les princes des autres maisons royales espagnoles annexées depuis à la couronne de Castille, l'Aragon, la Galice, etc. portaient eux aussi le titre d'infant.
Ce titre peut également être accordé par faveur particulière à un autre membre de la famille royale espagnole.
Il était déjà usité au Xe siècle ; on le donnait alors à tous les enfants des grandes familles souveraines féodales espagnoles : les infants de Lara, de Carrión, etc.

### Quelques infants d'Espagne
- Jeanne Ire la Folle (1479 – 1555), infante de Castille et d'Espagne, sœur de Catherine. Fut reine de Castille et d'Espagne. Mariée à Philippe le Beau, mère de Charles Quint.
- Catherine d'Aragon (1485 – 1536), infante de Castille et d'Aragon. Fille des Rois catholiques d'Espagne et de Castille. Devenue reine d'Angleterre en épousant Henri VIII.
- Infante Isabelle (1566 – 1633), infante d'Espagne, gouvernante des Pays-Bas (1621-1633).
- Infante Marie-Thérèse (1638 – 1683), fille aînée du roi d'Espagne Philippe IV, qui épousa Louis XIV le 9 juin 1660 en l'église de Saint-Jean-de-Luz.
- Infant Carlos (1771 – 1774), fils aîné du roi Charles IV d'Espagne et de la Reine consort Marie-Louise.
- Infant Carlos (1788 – 1855), fils cadet de Charles IV d'Espagne, prétendant carliste au trône d'Espagne (1833).
- Infant Juan (1822 – 1887), fils du précédent.
- Infant Gaétan de Bourbon-Siciles (1846 – 1871), comte d'Agrigente, époux de l'infante Marie-Isabelle d'Espagne (1851 – 1931), gendre de la reine Isabelle II d'Espagne.
- Infant Jaime (1908 – 1975), « duc de Ségovie » (1935), « duc d’Anjou » (1946), prétendant légitimiste au trône de France, « duc de Madrid » (1964) : prétendant carliste au trône d'Espagne, fils cadet d'Alphonse XIII.
- Infante Beatriz (1909 – 2002), épouse d'Alexandre Torlonia, prince de Civitella Cesi (1935), fille d'Alphonse XIII.
- Infant Fernando (es) (1910 – 1910), fils d'Alphonse XIII.
- Infante Marie-Christine (1911 – 1996), épouse d'Henri-Eugène, comte Marone (es) (1940), fille d'Alphonse XIII.
- Infant Juan (1913 – 1993), prétendant au trône d'Espagne (1941 – 1977) : « comte de Barcelone » (1941), titre suzerain appartenant aux rois d'Espagne, reconnu en 1977, fils d'Alphonse XIII.
- Infant Gonzalo (1914 – 1934), dernier fils d'Alphonse XIII.
- Infant Charles, « duc de Calabre » (1938 – 2015) ; infant par décret royal du 16 décembre 1994.

### Infants d'Espagne actuels
Vivant actuellement
- 1987 : infante Margarita, duchesse de Soria (née le 6 mars 1939) ; infante par décret royal du 6 novembre 1987 (dispositions transitoires, 2e).
- 1987 : infante Elena, duchesse de Lugo (née le 20 décembre 1963) ; infante par décret royal du 6 novembre 1987 (chapitre Ier, article 3).
- 1987 : infante Cristina (née le 13 juin 1965), ex-duchesse de Palma de Majorque (titre révoqué le 11 juin 2015 par son frère, le roi Felipe VI, à cause de son implication présumée dans l'affaire de corruption Nóos[1],[2],[3]) ; infante par décret royal du 6 novembre 1987 (chapitre Ier, article 3).
- 2007 : infante Sofía (née en 2007) — seconde fille du roi Felipe VI et de son épouse la reine Letizia —, infante en vertu du décret royal du 6 novembre 1987.

## Arts
- Les Ménines, tableau de Diego Vélasquez (1656) ;
- L'Anniversaire de l'infante, d'Oscar Wilde (1889) ;
- Au jardin de l'infante, recueil poétique d'Albert Samain (1893) ;
- Mon âme est une infante, mélodie pour voix et piano de Nadia Boulanger sur un poème d'Albert Samain (1906) ;
- Pavane pour une infante défunte, pièce pour piano de Maurice Ravel (1899 ; orchestrée en 1910) et nouvelle de Jean de La Varende (1946).